# ボビー・ケッペル
ロバート・グリフィン・ケッペル（Robert Griffin "Bobby" Keppel , 1982年6月11日 - ）は、アメリカ合衆国ミズーリ州出身の元プロ野球選手（投手）。右投右打。現在は宣教師を勤めている。

## 経歴

### メッツ時代
2000年のMLBドラフト会議にて、ニューヨーク・メッツに1巡目（全体36位）で指名された。マイナーで6シーズンプレーしたのち、2005年5月16日に放出された。

### ロイヤルズ時代
2006年2月1日にカンザスシティ・ロイヤルズとマイナー契約を結び、同年5月25日にメジャーデビュー。8試合に登板するが0勝4敗に終わる。10月15日にFAとなった。

### ロッキーズ時代
2006年11月10日にコロラド・ロッキーズとマイナー契約。2007年は4試合の登板にとどまり、シーズンの大半を3Aでプレーした。

### マーリンズ時代
2007年11月5日にフロリダ・マーリンズとマイナー契約。シーズンを通して3Aでプレーし、メジャー登板なしに終わる。2008年11月3日にFAとなった。

### ツインズ時代
2008年12月15日にミネソタ・ツインズと契約し、2009年6月にメジャー昇格。リリーフで37試合に登板し、10月6日のシーズン最終戦（同率首位で並んだデトロイト・タイガースとのワンゲームプレーオフ）でメジャー初勝利を挙げた。この試合は延長11回表途中から8番手として登板し、12回表に1アウト満塁のピンチを招くが無失点で切り抜け、12回裏にチームがサヨナラ勝ちし地区優勝を決めた劇的な試合となった。

### 日本ハム時代
2010年1月7日に北海道日本ハムファイターズと契約を結んだ。3月22日、開幕3戦目の福岡ソフトバンクホークス戦に先発したが左脇腹を痛め、僅か17球で1回終了後に降板。左内腹斜筋の軽度の挫傷と診断され、3月24日に出場選手登録を抹消された。4月8日に再登録され、東北楽天ゴールデンイーグルス戦に先発。6回4失点で来日初勝利を挙げた。5月12日の阪神タイガースとの1回戦で、9回2失点で来日初完投を決めた。前半戦は不調なチームを引っ張り、交流戦では4勝を挙げるなどダルビッシュ有、武田勝と共に先発陣の柱としてローテーションに加わった。夏場以降は背中の痛みなどや、不運な負けも多く勝ち星は伸びなかったものの、12勝8敗防御率3.35と好成績を収めた。奪三振は少なかったが158.2イニングを投げ被本塁打は10本に抑えた。オフに球団側が選択オプションを行使したため、残留となった。
2011年に東北地方太平洋沖地震が発生した際、日本を勇気づけたい理由からアメリカに住む家族を呼び寄せた。3月20日のインタビューで「一番大事なのは被災者の助けになるような投球をすること」とコメントを残した。
シーズンでは開幕第4戦に先発するも、5回と0/3を投げ4失点と期待を裏切った。後半は打ち込まれるケースがあったものの、14勝、防御率3.22、投球回数162イニングと前年度を上回る成績を収めた。シーズン中はダルビッシュ有、武田勝に次ぐ3番手投手として活躍した。オフにブライアン・ウルフと共に球団最速で契約更新（2年契約）を行った。
2012年は開幕から2試合を投げたのみで右肩を痛め一軍登録を抹消された。6月には痛めた右肩の手術を行い、残りのシーズンを棒に振った。
2013年、この年は2勝5敗に終わり、9月25日に球団から退団が発表された。

### レッズ傘下時代
2014年1月11日にシンシナティ・レッズとマイナー契約を結んだが、同年初頭に父が癌と診断されたため、父の造園事業を継承するためシーズン前に引退していたことが「ナショナル・カトリック・レジスター」紙の報道で明らかとなった。ケッペルは野球選手としてのキャリアよりも家族を優先し、躊躇いなく引退したという。

## 選手としての特徴
速球の平均球速は約144km/h。

## 人物
11歳の時に少年野球のミズーリ州選抜の一員として来日した経験から日本に興味を持ち、選手として日本でプレーすることを決意した。
親日家であり、東日本大震災復興支援試合で自分が日本に対して興味を持った理由や日本に対する愛情などを語った。　
和食を好み、移籍後も寿司、刺身、味噌汁などのおかげもあり日本文化にすぐ馴染めたという。
3Aで中継ぎで自己最高の成績を収めた翌年にファイターズ入団を決意したのは「スターター(先発)としてのオファーだったから」と言う。自身はマイナー時代が長く、メジャー昇格した際もすぐにマイナー落ちを繰り返していた。その時のことを「短い期間だけメジャーにいることを“一杯のコーヒーを飲みに来た”と言います。私は野球＝仕事と考えてしまうようになっていた」と語った。
好きな日本語は「お疲れ様」だと言う。理由は「この言葉には、たくさんの意味合いが含められていますよね。アメリカに戻っても使いたいと思うのですが、短い言葉に置き換えようとしても、英語では見当たらない。日本の文化を上手に表現しているなと感じます」と語った。
温厚で真面目、誠実な性格で、チームの中にすぐに溶け込んだ。人柄の良さからファンからの支持も厚かった。
記者にも誠実に答える人物であり、日刊スポーツの本間翼がインタビューした際に「1年間取材していただいてありがとうございました。私は日本語の新聞を読めませんが、成績がいいときも調子が悪かったときも、好意を持って記事を書いていただいたと聞いています。ファンとのコミュニケーションの1つは新聞です。その橋渡しとなっていただき、ありがとう」と答えた。
家族が帰国している際には、本人はあまり朝に強いわけではないが、家族とコミュニケーションを取るために、毎朝7時に起きてインターネットカメラで家族と会話しながら朝食（アメリカにいる家族は夕食）を摂っている。
夫人が第三子の長男を出産する際にシーズンを大切にしたい意向から夫人の出産には立ち会わず、国内に残った。
球団内の人望が厚く、当時在籍していた外国人選手の中ではリーダー格であった。2011年オフには外国人では異例の選手会役員に選ばれ、特別アドバイサーに就任。
焼肉が好物である。日本人には抵抗のある人が多いとされる1人焼肉も平気であり、実際に独りで焼肉屋に行ったことがある。その話を聞いた同僚の武田勝は「僕でも1人では焼肉は無理で、したことがない。でもアイツはすごい」と語った。因みに内臓系の肉は苦手である。
2013年7月14日の復帰登板で5回2失点で好投すると降板の際、リハビリ担当の中垣トレーニングコーチに、「自分もこうして投げられたので、一緒に復帰を目指した（斎藤）佑樹に渡してください」と告げ、最後のボールを託した。
退団の際に監督の栗山英樹は「自分が監督になる前からファイターズに貢献してくれて、けがをしたままチームを離れることは避けたかった。マウンドに上がれる状態にしてあげられたことが何よりで、ケッペルの野球人生がこれからも良きものになるよう祈っています」とコメントした。
高校入学前はサッカー、バスケ、野球と複数のスポーツに参加していた。高校時代はバスケット部に絞り野球と兼任していた。ポイントガードとしても活躍し、母校を初の州王者に導いてミズーリ州の2000年の高校MVPにも選ばれた。

## 詳細情報

### 年度別投手成績
| 年 度    | 球 団    | 登 板 | 先 発 | 完 投 | 完 封 | 無 四 球 | 勝 利 | 敗 戦 | セ 丨 ブ | ホ 丨 ル ド | 勝 率 | 打 者 | 投 球 回 | 被 安 打 | 被 本 塁 打 | 与 四 球 | 敬 遠 | 与 死 球 | 奪 三 振 | 暴 投 | ボ 丨 ク | 失 点 | 自 責 点 | 防 御 率 | W H I P |
| -------- | -------- | ----- | ----- | ----- | ----- | -------- | ----- | ----- | -------- | ----------- | ----- | ----- | -------- | -------- | ----------- | -------- | ----- | -------- | -------- | ----- | -------- | ----- | -------- | -------- | ------- |
| 2006     | KC       | 8     | 6     | 0     | 0     | 0        | 0     | 4     | 0        | 0           | .000  | 157   | 34.1     | 45       | 6           | 15       | 2     | 1        | 20       | 0     | 0        | 21    | 21       | 5.50     | 1.75    |
| 2007     | COL      | 4     | 0     | 0     | 0     | 0        | 0     | 0     | 0        | 0           | ----  | 20    | 4.0      | 6        | 1           | 3        | 0     | 0        | 1        | 0     | 0        | 5     | 5        | 11.25    | 2.25    |
| 2009     | MIN      | 37    | 0     | 0     | 0     | 0        | 1     | 1     | 0        | 4           | .500  | 242   | 54.0     | 63       | 4           | 21       | 2     | 5        | 32       | 2     | 0        | 30    | 29       | 4.83     | 1.56    |
| 2010     | 日本ハム | 25    | 25    | 2     | 1     | 0        | 12    | 8     | 0        | 0           | .600  | 669   | 158.2    | 156      | 10          | 53       | 1     | 9        | 85       | 7     | 0        | 67    | 59       | 3.35     | 1.32    |
| 2011     | 日本ハム | 26    | 26    | 0     | 0     | 0        | 14    | 6     | 0        | 0           | .700  | 695   | 162.0    | 162      | 10          | 56       | 1     | 12       | 66       | 1     | 0        | 66    | 58       | 3.22     | 1.35    |
| 2012     | 日本ハム | 2     | 2     | 0     | 0     | 0        | 0     | 1     | 0        | 0           | .000  | 31    | 6.0      | 12       | 0           | 2        | 0     | 0        | 2        | 0     | 0        | 6     | 6        | 9.00     | 2.33    |
| 2013     | 日本ハム | 8     | 8     | 0     | 0     | 0        | 2     | 5     | 0        | 0           | .286  | 171   | 36.2     | 41       | 3           | 20       | 0     | 4        | 16       | 1     | 0        | 28    | 25       | 6.14     | 1.66    |
| MLB：3年 | MLB：3年 | 49    | 6     | 0     | 0     | 0        | 1     | 5     | 0        | 4           | .167  | 419   | 92.1     | 114      | 11          | 39       | 4     | 6        | 53       | 2     | 0        | 56    | 55       | 5.36     | 1.66    |
| NPB：4年 | NPB：4年 | 61    | 61    | 2     | 1     | 0        | 28    | 20    | 0        | 0           | .583  | 1566  | 363.1    | 371      | 23          | 131      | 2     | 25       | 169      | 9     | 0        | 167   | 148      | 3.67     | 1.38    |

### 記録
NPB投手記録
- 初登板・初先発：2010年3月22日、対福岡ソフトバンクホークス3回戦（札幌ドーム）で先発登板[6]
- 初奪三振：同上、1回表にホセ・オーティズから[6]
- 初勝利・初先発勝利：2010年4月8日、対東北楽天ゴールデンイーグルス3回戦（札幌ドーム）[6]
- 初完投勝利：2010年5月12日、対阪神タイガース1回戦（阪神甲子園球場）[6]
- 初完封勝利：2010年6月13日、対中日ドラゴンズ3回戦（札幌ドーム）[6]

### 背番号
- 22 （2006年）
- 25 （2007年）
- 44 （2009年）
- 31 （2010年 - 2013年）